# Afitis

Mapa de la Antigua Macedonia con la ubicación de Afitis, en la península de Palene, en la orilla del golfo Toroneo.

Afitis (en griego, Ἄφυτις) fue una antigua ciudad griega de la península Calcídica. 
Es citada por Heródoto como una de las ciudades —junto a Potidea, Neápolis, Ege, Terambo, Escíone, Mende y Sane— situadas en la península de Palene donde Jerjes reclutó tropas y naves en su expedición del año 480 a. C. contra Grecia.
Posteriormente la ciudad perteneció a la liga de Delos puesto que es mencionada en listas de tributos a Atenas desde 452/1 hasta 415/4 a. C.
Tucídides la menciona como un lugar donde pasó el ejército ateniense bajo el mando de Formión para dirigirse al asedio de Potidea en el año 432 a. C.
Según Pausanias, en Afitis era muy venerado el dios Amón, y se contaba que, cuando Afitis fue sitiada por el ejército espartano bajo el mando de Lisandro, este levantó el cerco contra la ciudad según se creía porque así se lo había aconsejado Amón en una aparición.
En el año 380 a. C., Agesípolis I de Esparta, en su expedición contra las ciudades de la Liga Calcídica, cayó enfermo por unas fiebres y pidió ser llevado al santuario de Dioniso que había en la ciudad de Afitis. Fue llevado allí pero al séptimo día murió, fuera del santuario.
Aristóteles menciona una ley particular que tenían los de Afitis relativa al modo en que se fijaba el valor de las posesiones agrarias.
Actualmente en el lugar donde se situaba se halla una población moderna denominada Afitos.